# Addicted (websérie)
Addicted (chinês: 上瘾, pinyin: Shàngyǐn; também conhecido como Heroin) é uma websérie chinesa de 2016 criada por Chai Jidan (pseudônimo) e dirigida por Ding Wei, sendo baseada no romance boys' love Are You Addicted? (你丫上瘾了) de Chai Jidan. A história segue dois garotos de dezesseis anos, Bai Luoyin (Timmy Xu) e Gu Hai (Huang Jingyu), que se apaixonam apesar de suas origens diferentes.
Addicted sofria de um baixo orçamento e possui um elenco de novos atores chineses, porém começou a ganhar popularidade no oriente e no ocidente. A websérie estreou com três episódios na China em 29 de janeiro de 2016, obteve mais de 10 milhões de visualizações em menos de 24 horas, no entanto em seu quarto episódio todos os vídeos foram bloqueados e retirados do ar por determinação do órgão regulador chinês, SARFT (Administração Estatal de Imprensa, Publicação, Rádio, Cinema e Televisão) que considerou o conteúdo impróprios, por conter cenas de homossexualidade, separação e romance entre menores de idade.
Segundo pesquisa realizada pela "Comissão Chengdu para o Bem-estar da Juventude e adolescentes" com 20.000 adolescentes chineses, constatou que 93% reprovaram a atitude da SARFT em bloquear a websérie de diversos sites chineses. A série voltou ao ar pelo YouTube, onde foi possível ser transmitido para outros países, a websérie novamente saiu do ar em seu canal oficial.
Addicted foi cancelada com apenas 15 episódios devido à censura sofrida pelo governo.
Os fãs da história podem continuar acompanhando a trajetória dos personagens a partir da novel disponibilizada na internet na qual o dorama foi inspirado.

## Enredo
A websérie conta a história de dois jovens Bai Luo Yin (Xu Weizhou) e Gu Hai (Huang Jingyu) que se tornam ligados após a união da mãe do jovem Yin e do pai de Hai. 
O jovem Bai Luo Yin (Xu Weizhou) de família humilde vive apenas com seu pai, Bai Han Qi (Song Tao), e sua avó. O jovem foi abandonado pela mãe Jiang Yuan (Liu Xiao Ye) que se casou com um oficial militar de alta patente, Gu Wei Ting (Wang Dong). Este fato foi responsável por Yin odiar sua mãe.
Devido a morte de sua mãe, o filho de Gu Wei Ting (Wang Dong), Gu Hai (Huang Jingyu), começa a ter um rancor profundo com seu pai, criando assim um clima tenso entre os dois.
A trama apresenta os problemas pessoais enfrentados pelos dois jovens, porém devido ao destino, a vida dos dois se cruza após ambos, sem saberem do passado um do outro, serem colocados na mesma classe (Sala 27) em uma escola em Pequim. Que começam lentamente desenvolver um sentimento especial, cada um de maneira adversa. Yin possuem dois amigos, You Qi (Ling Fengsong) e Yang Meng (Chen Wen), que são personagens fundamentais na websérie.

## Elenco

### Protagonistas
| Ator/ Atriz  | Personagem  |
| ------------ | ----------- |
| Xu Weizhou   | Bai Luo Yin |
| Huang Jingyu | Gu Hai      |

### Coprotagonistas
| Ator/ Atriz   | Personagem |
| ------------- | ---------- |
| Ling Fengsong | You Qi     |
| Chen Wen      | Yang Meng  |

### Coadjuvante
| Ator/ Atriz | Personagem                      |
| ----------- | ------------------------------- |
| Song Tao    | Bai Han Qi (pai de Bai Luo Yin) |
| Wang Dong   | Gu Wei Ting (pai de Gu Hai)     |
| Liu Xiao Ye | Jiang Yuan (mãe de Bai Luo Yin) |
| Wang Yu     | Gu Yang                         |
| Lou Qing    | Jin Lu Lu                       |
| Zhou Yutong | Shi Hui                         |

## Episódios
| Temporada | Temporada | Episódios | Exibição Original     | Exibição Final          |
| --------- | --------- | --------- | --------------------- | ----------------------- |
|           | 1         | 15        | 29 de janeiro de 2016 | 23 de fevereiro de 2016 |